# (32008) Adriángalád
2000 HM53 (asteroide 32008) é um asteroide da cintura principal. Possui uma excentricidade de 0.19294270 e uma inclinação de 6.30048º.
Este asteroide foi descoberto no dia 29 de abril de 2000 por LINEAR em Socorro.